# Ice Bucket Challenge

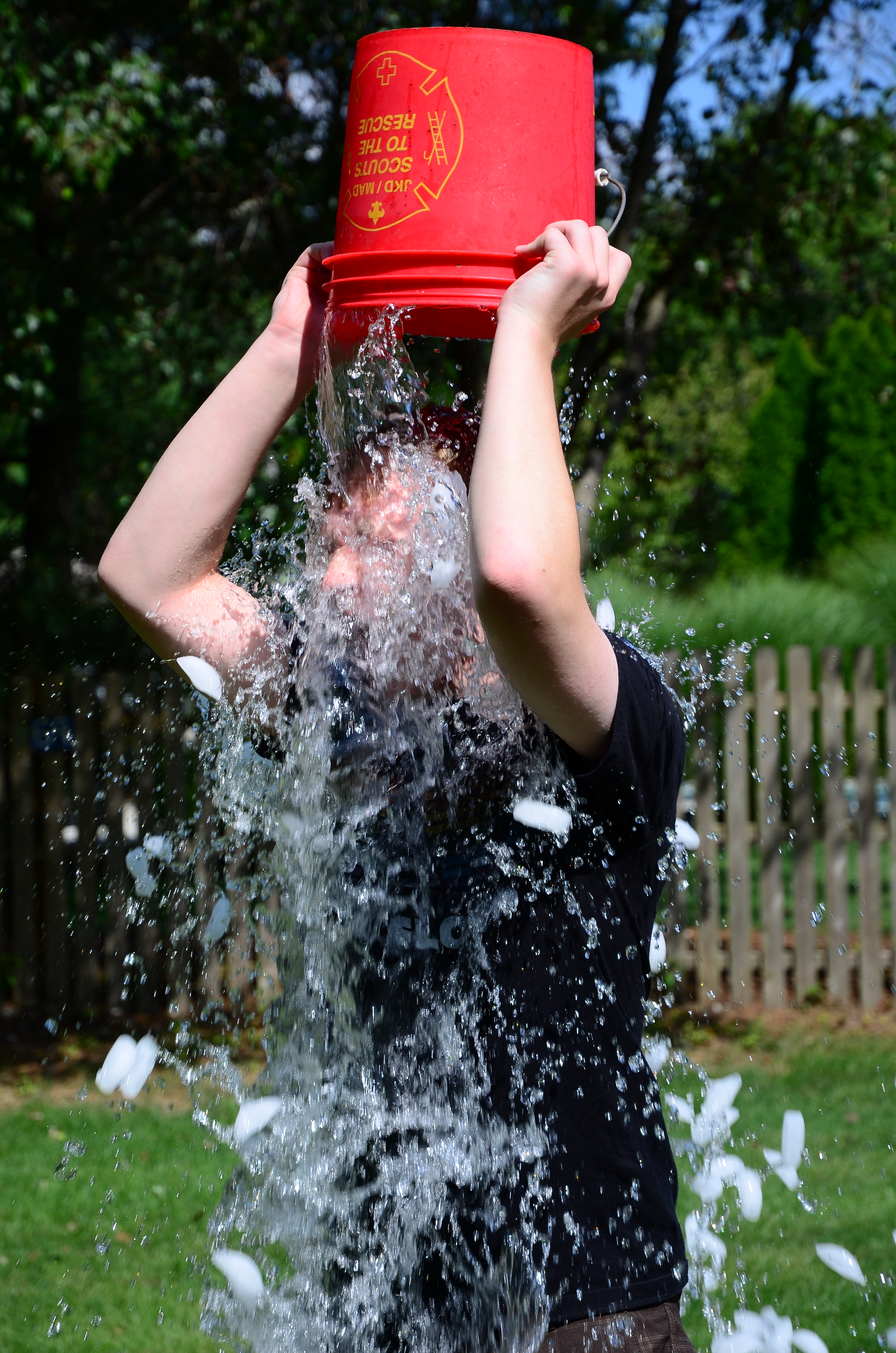
Человек, выполняющий задание

Ice Bucket Challenge (иногда — ALS Ice Bucket Challenge, с англ. — «испытание ведром ледяной воды») — кампания волонтерского фандрайзинга, направленная на повышение осведомлённости о боковом амиотрофическом склерозе и благотворительное финансирование фондов по исследованию этой болезни. Кампания была организована в виде флешмоба, в котором люди должны были облить себя ведром ледяной воды и сделать пожертвование. По своей форме относилась к так называемым челленджам. Набрала широкую популярность в августе 2014 года благодаря участию многих известных личностей. Среди них актёр Вин Дизель, рэперы Dr. Dre и Эминем, музыкант Честер Беннингтон, певица Рианна, основатель Microsoft Билл Гейтс, основатель Facebook Марк Цукерберг, Президенты США Джордж Буш, Барак Обама, Дональд Трамп, писатель Стивен Кинг, российский политический деятель Владимир Жириновский, физик-теоретик Стивен Хокинг (сделал пожертвование без обливания себя водой), музыкальный продюсер Рик Рубин и многие другие.
По правилам, обливший себя ведром ледяной воды участник акции должен был перечислить в благотворительный фонд ALS Association 10 долларов и  бросить вызов ещё трём участникам. В течение 24 часов они должны были сделать то же самое, засняв процесс на видео. В случае, если они отказываются от участия в акции, они должны внести пожертвование в благотворительный фонд в размере 100 долларов. Существует ошибочное мнение, что участники акции не должны вносить пожертвование в том случае, если облили себя холодной водой.

## История
Боковой амиотрофический склероз (болезнь Шарко, болезнь Лу Герига) — неизлечимое на данный момент дегенеративное заболевание центральной нервной системы, при котором происходит поражение двигательных нейронов, приводящее к параличам и последующей атрофии мышц. Обычно половина заболевших умирает в течение 3-4 лет после обнаружения болезни.
Автором ALS Ice Bucket Challenge по одной из версий считается бывший профессиональный бейсболист Бостонского колледжа Пит Фрейтс (Pete Frates). В 2012 году в возрасте 27 лет у него диагностировали боковой амиотрофический склероз. В 2014 году он уже не мог самостоятельно передвигаться, есть и говорить. 31 июля Фрейтс опубликовал в социальной сети правила марафона, первыми участниками которого стали его коллеги по команде. Сходные кампании, со сбором денег в другие фонды, проходили и ранее. Прослеживаются связи с алкогольной игрой neknomination.

## Результаты кампании
Летом 2014 года акция Ice Bucket Challenge стала массовой и набрала популярность, особенно в США. Многие знаменитости, актёры, политики, спортсмены, бизнесмены, музыканты и обычные жители приняли участие в кампании.
По данным «The New York Times», в социальной сети Facebook видеоролики Ice Bucket Challenge были упомянуты 1,2 миллиона раз с 1 июня по 13 августа, ещё 2,2 миллиона упоминаний было в Twitter с 29 июля по 17 августа. Сайт Mashable назвал этот феномен Harlem Shake текущего лета.
До начала кампании многие жители США не знали о существовании болезни ALS, лишь половина жителей слышала о ней (по данным Association state), часто называя её «болезнь Лу Герига» («Lou Gehrig’s disease»), в честь известного бейсболиста Лу Герига, у которого ALS была выявлена в 1940-е.
После массовой популяризации, по данным «New York Times», Ассоциация ALS получила более 41 миллиона долларов пожертвований (за первые три недели августа; для сравнения, за весь 2012 год было получено лишь около 20 миллионов). Более 740 тысяч человек впервые пожертвовали деньги этой организации. Институт ALS Therapy Development Institute получил в десять раз больше пожертвований, чем за тот же период прошлого года.
На 21 августа пожертвования ALS Association превысили 50 миллионов, из них около 10 было собрано лишь за 21 августа. Всего за период с 29 июля по 28 августа ей было получено почти 100 миллионов долларов.
В Великобритании люди жертвовали деньги в пользу Motor Neurone Disease Association, работающей в Британии, Уэльсе и Северной Ирландии. С 22 по 29 августа ей перечислили 2.7 миллиона фунтов стерлингов, что в десять раз выше обычных недельных пожертвований.
22 августа 2014 года газета «Detroit Free Press» сообщила об участившихся случаях распространения вирусов по электронной почте. Вредоносные послания предлагали посмотреть видео, сделанные в рамках акции, но на самом деле устанавливали шпионское ПО или перенаправляли людей на фальшивые сайты.

## Критика
Некоторые журналисты отмечали, что акция во многом является самоуспокаивающей, сфокусированной на развлечении и саморекламе, а не на пожертвовании денег. Журналист «The Daily Telegraph», Уильям Фокстон, описал акцию как «конкурс мокрых футболок среднего класса для диванных клик-тивистов» («a middle-class wet-T-shirt contest for armchair clicktivists»).
Глава Роспотребнадзора и главный санитарный врач России Анна Попова раскритиковала акцию. Она подчеркнула, что участвовать во флешмобах с обливанием холодной водой надо очень осторожно, ведь для того, чтобы у человека выработалась какая-либо привычка, требуется 21 день:
Разовые акции должны совершаться очень-очень осторожно, потому что это шок для организма, это очень высокий уровень стрессовой нагрузки, когда неподготовленный организм подвергается такому испытанию.
Уильям МакАскилл, вице-президент фонда Giving What We Can, предположил что некоторые люди участвуют во флешмобе вместо того, чтобы заниматься настоящей благотворительностью. Он также указал, что привлекая пожертвования в фонд ALS, акция поглощает ресурсы, которые могли бы быть направлены в другие благотворительные фонды. Скотт Гилмор из Macleans отмечает, что ALS является редкой болезнью и она не входит даже в 20 основных смертельных заболеваний, но при этом привлекала значительное финансирование даже до акции. Он предлагает сконцентрироваться на финансировании исследований более важных заболеваний (рак, заболевания сердца) и на помощи более нуждающимся в данный момент людям помощи (гуманитарный кризис в Сирии), эпидемия Эбола.
Американский актёр Steve-O указал, что многие знаменитости зачастую не упоминают в видео о необходимости сделать пожертвование, из-за чего фонд получает значительно меньше, чем мог бы, учитывая популярность участников. Он отметил, что среди просмотренных им роликов лишь Чарли Шин и Билл Гейтс объяснили, что смыслом акции является сбор пожертвований. При этом даже очень состоятельные участники акции почти всегда жертвуют такие же небольшие суммы, как и обычные жители.
Феликс Салмон из Slate отметил, что разовое жертвование большого количества денег фондам, исследующим какую-то одну болезнь, является неэффективным и, судя по 30-летним попыткам лечения ALS, вряд ли сможет привести к появлению лекарства от неё. При этом есть множество благотворительных фондов, которые могли бы более эффективно распорядиться суммами, уже сейчас улучшив жизнь большего количества людей. Также он критикует повышение информированности об ALS, поскольку данная информация не является ценной для абсолютного большинства людей, она не позволит предотвратить новые случаи заболевания.
Акция требует лишь вылить ведро холодной воды на голову, однако многие участники использовали более крупные незакрепленные ёмкости, из-за чего возрастает риск травмирования при исполнении задания. Как минимум двое участников погибли вскоре после обливания себя ледяной водой.
Критики также отмечали высокие траты воды, особенно в Калифорнии, где летом 2014 года продолжалась засуха.
Кембриджские ученые также отмечают, что вирусные акции, подобные Ice Bucket Challenge, хоть и могут вовлечь в аудиторию около миллиарда пользователей Facebook, все же кратковременны и легковесны. Каждый четвертый участник флэшмоба уже не упоминал название акции в записанном видео, и только пятая часть упомянула в роликах о пожертвованиях.